# (471143) Dziewanna
(471143) Dziewanna es un objeto transneptuniano en órbita alrededor del sol en el disco disperso. Fue descubierto en 2010 por astrónomos del OGLE, un equipo dirigido por Andrzej Udalski de la Universidad de Varsovia.

## Designación y nombre
Designado provisionalmente como 2010 EK139.

## Distancia
Alcanzará el afelio alrededor del año 2038 y está actualmente a 39.1 ua del sol.
Ha sido observado 122 veces en cinco oposiciones y tiene una calidad órbita de 2. Hay imágenes de precovery que se remontan al 2012. Una integración de 10 millones de años de la órbita muestra que este objeto está en resonancia 2:7 con Neptuno.

## Propiedades físicas
En 2010, se observó su radiación térmica con el telescopio de Herschel, lo que permitió a los astrónomos estimar su diámetro en unos 470 kilómetros (292 mi).
Observaciones de Michael E. Brown usando el telescopio de Keck en marzo de 2012, sugirieron que no tiene satélites. Esto hace imposible determinar su masa.